# Пакистан на зимних Олимпийских играх 2018
Пакистан на зимних Олимпийских играх 2018 года был представлен двумя спортсменами в двух дисциплинах лыжного спорта. Знаменосцем сборной Пакистана, как на церемонии открытия, так и на церемонии закрытия был горнолыжник Мухаммад Карим. По итогам соревнований сборная Пакистана, принимавшая участие в своих третьих зимних Олимпийских играх, вновь осталась без медалей.

## Состав сборной
Горнолыжный спорт
1. Мухаммад Карим

 Лыжные гонки
1. Сайед Хуман

## Результаты соревнований

### Лыжные виды спорта

#### Горнолыжный спорт
Квалификация спортсменов для участия в Олимпийских играх осуществлялась на основании специального квалификационного рейтинга FIS по состоянию на 21 января 2018 года. При этом НОК для участия в Олимпийских играх мог выбрать только того спортсмена, который вошёл в топ-500 олимпийского рейтинга в своей дисциплине, и при этом имел определённое количество очков, согласно квалификационной таблице. Страны, не имеющие участников в числе 500 сильнейших спортсменов, могли претендовать только на квоты категории «B» в технических дисциплинах. По итогам квалификационного отбора сборная Пакистана завоевала олимпийскую лицензию категории «B» в мужских соревнованиях, благодаря удачным выступлениям Мухаммада Карима.
Мужчины
| Соревнование      | Спортсмены     | Скоростной спуск/ 1 спуск | Скоростной спуск/ 1 спуск | Слалом/ 2 спуск | Слалом/ 2 спуск | Всего   | Место | Отставание |
| Соревнование      | Спортсмены     | Время                     | Место                     | Время           | Место           | Всего   | Место | Отставание |
| ----------------- | -------------- | ------------------------- | ------------------------- | --------------- | --------------- | ------- | ----- | ---------- |
| гигантский слалом | Мухаммад Карим | 1:27.53                   | 82                        | 1:26.51         | 72              | 2:54.04 | 72    | +36.00     |
| слалом            | Мухаммад Карим | DNF                       | DNF                       | —               | —               | —       | —     | —          |

#### Лыжные гонки
Квалификация спортсменов для участия в Олимпийских играх осуществлялась на основании специального квалификационного рейтинга FIS по состоянию на 21 января 2018 года. Для получения олимпийской лицензии категории «A» спортсменам необходимо было набрать максимум 100 очков в дистанционном рейтинге FIS. При этом каждый НОК может заявить на Игры 1 мужчину и 1 женщины, если они выполнили квалификационный критерий «B», по которому они смогут принять участие в спринте и гонках на 10 км для женщин или 15 км для мужчин. По итогам квалификационного отбора сборная Мексики завоевала одну мужскую олимпийскую лицензию категории «B» в гонке на 15 км, благодаря успешным выступлениям Сайеда Хумана.
Мужчины
Дистанционные гонки
| Соревнование           | Спортсмены  | Результат | Место | Отставание |
| ---------------------- | ----------- | --------- | ----- | ---------- |
| 15 км свободным стилем | Сайед Хуман | 45:19,1   | 108   | +11:35,2   |